# Новицкая, Татьяна Евгеньевна
Татья́на Евге́ньевна Нови́цкая (род. 18 августа 1953, Москва) — советский и российский учёный-правовед. Доктор юридических наук, профессор кафедры истории государства и права юридического факультета МГУ. Лауреат Государственной премии Российской Федерации (1996).

## Биография
Родилась в Москве 18 августа 1953 года. Внучка Ивана Борисовича Новицкого.
Окончила вечернее отделение юридического факультета МГУ им. М. В. Ломоносова. В период учёбы работала младшим редактором в московском издательстве «Юридическая литература». Трудилась также экономистом, а затем младшим научным сотрудником в отделе международного частного, иностранного и советского морского права Отделения морского права института СоюзморНИИпроект Министерства морского флота СССР.
В 1979 году защитила кандидатскую диссертацию. Тема: «Возникновение советского права (1917—1918 гг.)».
С ноября 1979 года Т. Е. Новицкая работает на юридическом факультете МГУ (кафедра истории государства и права), где читает общий курс лекций и спецкурсы, ведёт семинарские занятия. Имеет широкий круг научных интересов.
Участвовала в подготовке выходившего в 1984—1994 годах в издательстве «Юридическая литература» фундаментального девятитомного труда «Российское законодательство X—XX веков» (под общей редакцией профессора О. И. Чистякова), который в 1996 году был удостоен Государственной премии Российской Федерации.
В 2006 году защитила докторскую диссертацию по монографии «Правовое регулирование имущественных отношений в России во второй половине XVIII века».

## Основные работы
- Российское законодательство X—XX веков: В 9 т. М., 1984—1994 (в соавт.).
- Законодательство Петра I / Отв. ред. Т. Е. Новицкая, А. А. Преображенский. М.: Юридическая литература, 1997 (в соавт.).
- Древнерусское государство и право: Учебное пособие / Под ред. Т. Е. Новицкой. М.: Зерцало, 1998 (в соавт.).
- Отечественное законодательство XI—XX веков: Пособие для семинаров: В 2 ч. / Под ред. О. И. Чистякова. М.: Юрист, 1999, 2006 (в соавт.).
- Законодательство Екатерины II: В 2 т. / Отв. ред. Т. Е. Новицкая, О. И. Чистяков. М.: Юридическая литература, 2000, 2001 (в соавт.)
- Гражданский кодекс РСФСР 1922 года. М.: Зерцало-М, 2002.
- Источники российского права: вопросы теории и истории: Учебное пособие / Отв. ред. М. Н. Марченко. М.: Норма, 2005 (в соавт.).
- Правовое регулирование имущественных отношений в России во второй половине XVIII века: Монография. М.: Зерцало, 2005.
- История отечественного государства и права: В 2 ч. / Под ред. О. И. Чистякова. М.: Юрайт, 2009 (в соавт.).